# Myrmeleon valentini
Myrmeleon valentini är en insektsart som beskrevs av Krivokhatsky 2002. Myrmeleon valentini ingår i släktet Myrmeleon och familjen myrlejonsländor. Inga underarter finns listade i Catalogue of Life.